# Eclipses solares em Plutão

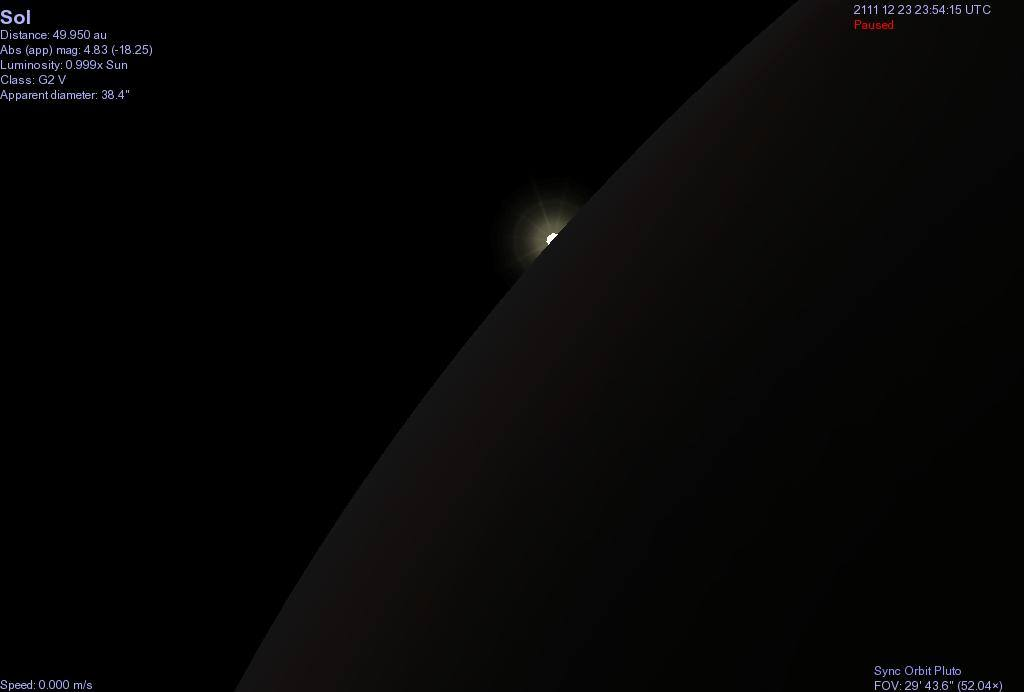
O Sol desaparecendo atrás de Caronte durante o eclipse solar total de 23 de dezembro de 2111 (simulação por computador).

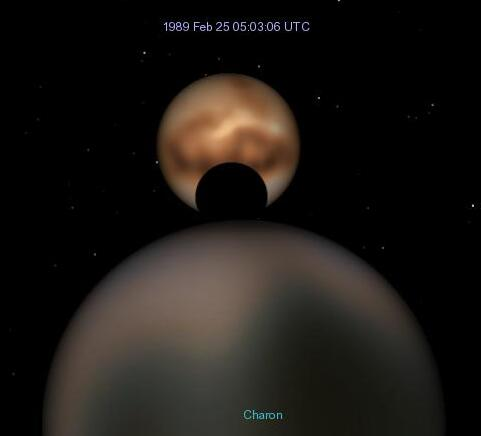
Sombra de Caronte projetada em Plutão durante o eclipse solar total de 25 de fevereiro de 1989 (Celestia).

Eclipses solares em Plutão são causados quando um de seus cinco satélites (Caronte, Nix, Hidra, Cérbero ou Estige) passa na frente do Sol, bloqueando sua luz.
Um eclipse solar em Plutão pode ocorrer quando um dos nodos orbitais de seus satélites - o ponto da órbita onde ela cruza a eclíptica do planeta anão - está alinhado com a posição aparente do Sol visto de Plutão. Já que três de seus satélites orbitam no mesmo plano, o período em que um eclipse é possível é o mesmo para todos eles. Há apenas dois pontos na órbita de Plutão onde isso pode acontecer.
Caronte tipicamente apresenta um diâmetro angular de entre 3 e 4 graus de arco visto da superfície de Plutão. O Sol aparece muito menor, apenas de 40 segundos de arco a 1 minuto de arco. Isso significa que durante eclipses solares por Caronte, uma grande proporção da superfície de Plutão pode experimentar um eclipse total. Devido ao fato de que o hemisfério de Plutão virado para Caronte é sempre o mesmo, só acontece eclipses no hemisfério virado para Caronte.
Há incerteza sobre os diâmetro de Nix e Hidra, as duas luas menores de Plutão, e por causa disso, seus diâmetro aparentes (vistas de Plutão) também são incertos. No entanto, sabe-se que o diâmetro angular de Nix é de 3-9 minutos de arco, enquanto o de Hidra é de 2-7. Isso é maior que o diâmetro angular do Sol visto de Plutão, então eclipses solares totais podem acontecer com essas luas também.
O últimos período onde eclipses solares aconteceram em Plutão foi entre fevereiro de 1985 e outubro de 1990. Visto da Terra, Caronte também transita Plutão em toda órbita durante esse período. Medindo a variação no brilho durante esses eventos de trânsito, astrônomos foram capazes de medir o raio de Plutão e Caronte. Atualmente, telescópios como Hubble têm resolução alta o suficiente para medir o raio diretamente.
O próximo período onde eclipses solares ocorrerão em Plutão vai começar em outubro de 2103, com pico em 2110, e vai terminar em janeiro de 2117. Durante esse período, eclipses solares vão ocorrer no mesmo ponto de Plutão em toda órbita de Caronte. A duração máxima de um eclipse nesse período vai ser de cerca de 90 minutos.